# Gamasellus tuvinycus
Gamasellus tuvinycus är en spindeldjursart som beskrevs av Davydova 1982. Gamasellus tuvinycus ingår i släktet Gamasellus och familjen Ologamasidae. Inga underarter finns listade i Catalogue of Life.